# Маресева Зїнаїда Іванівна

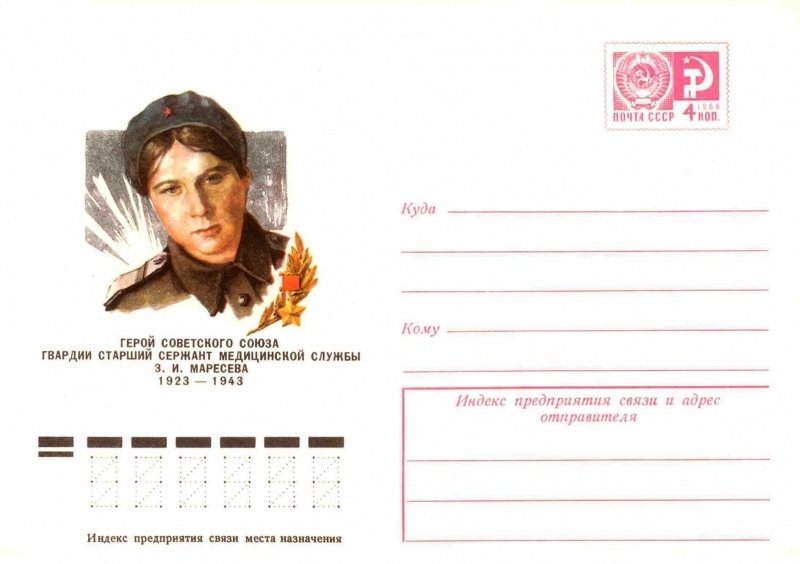

Зінаїда Іванівна Маресева, Герой Радянського Союзу, старший сержант медичної служби, санінструктор санітарного взводу 1-го батальйону 214-го гвардійського стрілецького полку 73-й гвардійської стрілецької дивізії.

## Біографія
Народилася в селі Черкаське нині Вольського району Саратовської області. Закінчила семирічну школу. Працювала на Вольському цементному заводі «Більшовик».
На початку Великої Вітчизняної війни закінчила короткострокові курси медичних сестер і наприкінці листопада 1942 роки добровільно пішла на фронт.
Боролася в складі військ Сталінградського, Воронезького і Степового фронтів.
Першого серпня 1943 року 214-й гвардійський полк отримав наказ форсувати Сіверський Донець на південь від Білгорода. Тут, між селами Соломино і Топлинка, противник зосередив частини двох піхотних дивізій і велика кількість артилерії.
Гітлерівці займали оборону на висотах правого берега, панівних над навколишньою місцевістю. Підступи до річки знаходилися під прицільним артилерійським і мінометним вогнем. Правий берег був густо замінований. Однак гвардійці в перший же день форсували Сіверський Донець і після запеклого бою зайняли невеликий плацдарм на правому березі.
Переправа через річку і клаптик землі на правобережжі, зайнятий радянськими воїнами, перебували під безперервним вогнем противника. На голови гвардійців сипалися тисячі снарядів, сотні бомб. Але полк продовжував наступ.
Санінструктор Маресева в цих важких умовах своєчасно надавала допомогу пораненим. Нехтуючи небезпекою, вона весь час перебувала на лінії вогню, нишком пробиралася до важкопоранених, робила перев'язки, виносила їх в укриття. А з наступом темряви, коли на передньому краї затихала рушнично-кулеметна перестрілка, вона переправляла поранених на лівий берег річки.
На наступний день контратаки противника на ділянці 1-го батальйону були особливо сильними і наполегливими, але всі вони були відбиті з великими для нього втратами. На кінець дня ворог зробив восьму контратаку. За підтримки сильного вогню артилерії гітлерівцям вдалося обійти лівий фланг батальйону. Група бійців, що тут оборонялися після тривалого нерівного бою, стала відходити до річки. Це помітила Маресева. В її голові промайнула тривожна думка про долю поранених, які в очікуванні евакуації на лівому березі річки були укриті в траншеях і бліндажах. З пістолетом в руці Зіна побігла назустріч бійцям, які відступали і вигукнула: «Ні кроку назад!», «Вперед, за мною!» — змусила їх зупинитися, а потім піти за нею в атаку.
Положення на ділянці було відновлено. У запеклій сутичці, якою керувала Маресева, було знищено понад 150 гітлерівців, захоплено 8 кулеметів, 2 міномети і 20 гранатометів.
Після того як контратака була відбита, Зіна продовжувала перев'язувати поранених і виносити їх з поля бою.
До кінця 2 серпня саперами через річку було побудовано пішохідний міст. З цього містку Маресева під вогнем противника всю ніч переправляла на лівий берег Сіверського Дінця поранених солдатів і офіцерів. До ранку місток був розбитий артилерією противника. Зіна продовжувала переправляти поранених на човні. В одному з рейсів осколком міни вона була смертельно поранена і 6 серпня 1943 померла в госпіталі.
За дві доби Маресева разом з санітаром А. Е. Бузикановим винесла з поля бою 64 поранених, 52 з них, з особистою зброєю, евакуювала через річку. Звання Героя Радянського Союзу Зінаїді Іванівні Маресевой присвоєно посмертно 22 лютого 1944 року за відвагу і мужність, проявлені при форсуванні річки Сіверський Донець. Відважна патріотка була похована в селі П'ятницьке Білгородської області.

## Пам'ять
- Пам'ятник на могилі Зінаїди Іванівни в селищі П'ятницьке Бєлгородської області встановлено в 1953 році.
- Пам'ятник в селі Соломіно (Бєлгородська область), недалеко від місця битви, встановлений 3 листопада 2011 року на пагорбі поблизу нового моста через Білгородське водосховище.
- На честь Маресевой названі вулиці в місті Волгограді, селищі П'ятницьке (Бєлгородська область), село Черкаське (Саратовська область).
- Медичне училище в місті Вольськ Саратовської області з 1980 року носить ім'я Героя Радянського Союзу З. І. Маресевой (примітку) (сучасна назва — ГАОУ СПО «Вольський медичний коледж ім. З. І. Маресевой»).
- У селі Черкаське середня школа носить ім'я Героя Радянського Союзу З. І. Маресевой (загальноосвітній заклад «Середня загальноосвітня школа імені Героя Радянського Союзу З. І. Маресевой с. Черкаське Вольського району Саратовської області»)
- Меморіальна дошка пам'яті про Маресеву встановлена Російським військово-історичним товариством на будівлі Черкаської середньої школи, де вона вчилася.
- Мемориальная дошка пам'яті про Маресеву встановлена на будинку, де вона проживала м. Вольськ за адресою вул. Лева Толстого 110.

## Нагороди
- Герой Радянського Союзу(22.02.1944, посмертно);
- орден Леніна (22.02.1944, посмертно);
- орден Червоної Зірки (12.09.1943);
- медаль «За бойові заслуги» (8.02.1943);
- медаль «За оборону Сталінграда»Медаль «За оборону Сталінграда» (1943).